# Diplusodon myrsinites
Diplusodon myrsinites är en fackelblomsväxtart som beskrevs av Dc.. Diplusodon myrsinites ingår i släktet Diplusodon och familjen fackelblomsväxter. Inga underarter finns listade i Catalogue of Life.